# Плетнёва, Светлана Александровна
Светла́на Алекса́ндровна Плетнёва (20 апреля 1926, Вятка — 20 ноября 2008, Москва) — советский и российский историк и археолог, доктор исторических наук, профессор, специалист по археологии, истории и культуре кочевых народов средневековья. Лауреат Государственной премии СССР (1986).

## Биография
Родилась 20 апреля 1926 года в городе Вятке. В 1949 году окончила исторический факультет МГУ, в 1952 году — аспирантуру Института истории материальной культуры АН СССР (ныне Институт археологии РАН) с защитой кандидатской диссертации «Кочевники южнорусских степей IX—XIII вв. (по археологическим материалам и письменным источникам)». В 1968 защитила докторскую диссертацию «От кочевий к городам».
С 1952 по 2006 год работала в Институте археологии РАН. В 1974—1991 годах — заведующая отделом славяно-русской археологии, с 1993 по 2002 год — заведующая группой средневековой археологии евразийских степей.
1988—1994 годы — главный редактор журнала «Советская (Российская) археология».
Лауреат государственной премии СССР (1986).
Активный участник Волго-Донской археологической экспедиции (1949—1951) по исследованию Саркела-Белой Вежи (руководитель М. И. Артамонов). Руководитель ряда экспедиций по изучению памятников салтово-маяцкой культуры, в том числе советско-болгарской (изучение первой столицы Болгарии — Плиски) и советско-болгаро-венгерской (исследование Маяцкого городища (1975, 1977—1982).
Руководила раскопками крепости Тмутаракань.
С. А. Плетнёвой подготовлено 26 специалистов, защитивших кандидатские диссертации, 4 из них стали докторами наук. Работы С. А. Плетнёвой переведены на болгарский, сербский, венгерский, немецкий, французский и японский языки.
Умерла 20 ноября 2008 года в Москве.
Похоронена на кладбище города Верея.

## Основные публикации
Книги
- Плетнёва С. А. От кочевий к городам: салтово-маяцкая культура. — М.: Наука, 1967. — 208 с. — (Материалы и исследования по археологии СССР. — № 142).
- Плетнёва С. А. Древности чёрных клобуков. — М.: Наука, 1973. — 96 с. — (Свод археологических источников. — Вып. Е1-19).
- Плетнёва С. А. Половецкие каменные изваяния. — М.: Наука, 1974. — 200 с. — (Свод археологических источников. — Вып. Е4-02).
- Плетнёва С. А. Хазары. — М.: Наука, 1976. — 96 с. — (Научно-популярная серия).
  - Плетнёва С. А. Хазары. — 2-е изд., доп. — М.: Наука, 1986. — 88 с. — (Страницы истории нашей Родины).
- Плетнёва С. А. Кочевники Средневековья: поиски исторических закономерностей. — М.: Наука, 1982. — 192 с.
- Плетнёва С. А. На славяно-хазарском пограничье: Дмитриевский археологический комплекс. — М.: Наука, 1989. — 288 с.
- Плетнёва С. А. Печенеги и гузы на Нижнем Дону (по материалам кочевнического могильника у Саркела-Белой Вежи). — М.: ИА АН СССР, 1990. — 102 с.
- Плетнёва С. А. Половцы. — М.: Наука, 1990. — 208 с. — (Страницы истории нашей Родины).
  - Плетнёва С. А. Половцы. — М.: Ломоносовъ, 2010. — 216 с. — (История. География. Этнография).
- Плетнёва С. А. Саркел и «шёлковый путь». — Воронеж: Изд-во ВГУ, 1996. — 168 с.
- Винников А. З., Плетнёва С. А. На северных рубежах Хазарского каганата: Маяцкое поселение. — Воронеж: Изд-во ВГУ, 1998. — 216 с.
- Плетнёва С. А. Очерки хазарской археологии. — М.—Иерусалим: Мосты культуры, 1999. — 375 с. — (Современные исследования).
  - Плетнёва С. А. Очерки хазарской археологии. — 2-е изд. — М.—Иерусалим: Мосты культуры, 2000. — 364 с.
- Плетнёва С. А. Кочевники южнорусских степей в эпоху средневековья (IV—XIII века). — Воронеж: Изд-во ВГУ, 2003. — 248 с.
  - Плетнёва С. А. Кочевники русских степей: IV—XIII века. — М.: Ломоносовъ, 2018. — 240 с. — (История. География. Этнография). — ISBN 978-5-91678-478-7.
- Плетнёва С. А. Древнерусский город в кочевой степи: историко-стратиграфическое исследование. — Воронеж: Изд-во ВГУ, 2006. — 392 с.

Статьи
- Плетнёва С. А. Печенеги // Очерки истории СССР. Кризис рабовладельческой системы и зарождение феодализма на территории СССР: III—IX вв. — М.: Изд-во АН СССР, 1958. — С. 725—732.
- Плетнёва С. А. Печенеги, торки и половцы в южнорусских степях // Труды Волго-Донской археологической экспедиции. — T. I. — М.—Л.: Изд-во АН СССР, 1958. — С. 151—226. — (Материалы и исследования по археологии СССР. — № 62).
- Плетнёва С. А. Керамика Саркела–Белой Вежи // Труды Волго-Донской археологической экспедиции. — T. II. — М.—Л.: Изд-во АН СССР, 1959. — С. 212—272. — (Материалы и исследования по археологии СССР. — № 75).
- Плетнёва С. А. Средневековые поселения верховьев Северского Донца // Краткие сообщения Института истории материальной культуры. — М.: Изд-во АН СССР, 1960. — Вып. 79. — С. 3—20.
- Плетнёва С. А. О связях алано-болгарских племён Подонья со славянами в VIII—IX вв. // Советская археология. — 1962. — № 1. — С. 83—94.
- Плетнёва С. А. Подгоровский могильник // Советская археология. — 1962. — № 3. — С. 241—251.
- Плетнёва С. А. Средневековые поселения на Белой Калитве (по материалам разведки 1960 г.) // Краткие сообщения Института археологии. — М.: Изд-во АН СССР, 1962. — Вып. 90: Памятники раннего Средневековья. — С. 39—44.
- Плетнёва С. А. Кочевнический могильник близ Саркела–Белой Вежи // Труды Волго-Донской археологической экспедиции. — T. III. — М.—Л.: Изд-во АН СССР, 1963. — С. 216—259. — (Материалы и исследования по археологии СССР. — № 109).
- Плетнёва С. А. Средневековая керамика Таманского городища // Керамика и стекло древней Тмутаракани. — М.: Изд-во АН СССР, 1963. — С. 5—72.
- Плетнёва С. А. О построении кочевнического лагеря-вежи // Советская археология. — 1964. — № 3. — С. 133—140.
- Плетнёва С. А. О юго-восточной окраине русских земель в домонгольское время // Краткие сообщения Института археологии. — М.: Наука, 1964. — Вып. 99: Средневековая археология. — С. 24—33. Архивировано 15 сентября 2015 года.
- Плетнёва С. А., Макарова Т. И. Южное городище у с. Витачева // Краткие сообщения Института археологии. — М.: Наука, 1965. — Вып. 104: Средневековые памятники Восточной Европы. — С. 54—61.
- Плетнёва С. А. Кочевые народы VII—XIII вв. // История СССР с древнейших времен до наших дней. — Т. I. — М.: Наука, 1966. — С. 438—463.
- Макарова Т. И., Плетнёва С. А. О центрах эмальерного дела Древней Руси // Славяне и Русь: к шестидесятилетию академика Бориса Александровича Рыбакова. — М.: Наука, 1968. — С. 98—112.
- Плетнёва С. А. По поводу статьи Л. Н. Гумилёва и И. Эрдейи «Единство и разнообразие степной культуры Евразии в средние века» // Советская археология. — 1970. — № 3. — С. 279—283.
- Плетнёва С. А. Сосуды с зооморфными чертами в салтово-маяцких древностях // Кавказ и Восточная Европа в древности. Посвящается памяти Е. И. Крупнова. — М.: Наука, 1973. — С. 205—212.
- Плетнёва С. А. Женская половецкая статуя с ребёнком // Советская археология. — 1974. — № 3. — С. 258—262.
- Плетнёва С. А. Половецкая земля // Древнерусские княжества X—XIII вв.. — М.: Наука, 1975. — С. 260—300.
- Плетнёва С. А., Николаенко А. Г. Волоконовский древнеболгарский могильник // Советская археология. — 1976. — № 3. — С. 279—298.
- Pletnewa S. A. Ausgrabungen in der Festunq Majaki (нем.) // Mitteilungen des acheologische Instituts der Ungarischen Akademie der Wissenschaften. — Budapest, 1977. — H. 6.1976. — S. 119—122.
- Плетнёва С. А. «Исчезнувшие народы». Половцы // Природа. — 1977. — № 2. — С. 46—61.
- Плетнёва С. А. Хан Боняк и его время // Проблемы археологии. — Л.: Изд-во ЛГУ, 1978. — Вып. II: Сборник статей в память профессора М. И. Артамонова. — С. 174—180.
- Плетнёва С. А. Сектор славяно-русской археологии (проблемы и планы) // Краткие сообщения Института археологии. — М.: Наука, 1978. — Вып. 155: Славяно-русская археология. — С. 3—9.
- Плетнёва С. А. «Исчезнувшие народы». Хазары // Природа. — 1980. — № 1. — С. 59—70.
- Плетнёва С. А. Древние болгары в бассейне Дона и Приазовья // Плиска — Преслав. — София: Изд-во на БАН, 1981. — Т. 2. — С. 9—19.
- Плетнёва С. А. Салтово-маяцкая культура // Степи Евразии в эпоху Средневековья. — М.: Наука, 1981. — С. 62—75. — (Археология СССР).
- Плетнёва С. А. Балкано-дунайская культура // Степи Евразии в эпоху Средневековья. — М.: Наука, 1981. — С. 75—77. — (Археология СССР).
- Плетнёва С. А. Ранние болгары на Волге // Степи Евразии в эпоху Средневековья. — М.: Наука, 1981. — С. 77—80. — (Археология СССР).
- Плетнёва С. А. Печенеги, торки, половцы // Степи Евразии в эпоху Средневековья. — М.: Наука, 1981. — С. 213—222. — (Археология СССР).
- Плетнёва С. А. Закономерности развития кочевнических обществ в эпоху Средневековья // Вопросы истории. — 1981. — № 6. — С. 50—63.
- Плетнёва С. А. Раскопки бескурганных могильников средневековых кочевников // Методика полевых археологических исследований. — М.: Наука, 1983. — С. 40—55.
- Плетнёва С. А. Проблема «протоболгар» в работах советских археологов // Советская болгаристика: итоги и перспективы. — М.: Наука, 1983. — С. 17—22.
- Макарова Т. И., Плетнёва С. А. Пояс знатного воина из Саркела // Советская археология. — 1983. — № 2. — С. 62—77.
- Плетнёва С. А. «Исчезнувшие народы». Печенеги // Природа. — 1983. — № 7. — С. 26—35.
- Плетнёва С. А. Работа Советско-Болгаро-Венгерской экспедиции в СССР и Болгарии (1975—1982 гг.) // Краткие сообщения Института археологии. — М.: Наука, 1984. — Вып. 180: Проблемы зарубежной археологии. — С. 11—19.
- Плетнёва С. А. Маяцкое городище // Маяцкое городище: труды Советско-Болгаро-Венгерской экспедиции. — М.: Наука, 1984. — С. 3—19.
- Плетнёва С. А. Рисунки на стенах Маяцкого городища // Маяцкое городище: труды Советско-Болгаро-Венгерской экспедиции. — М.: Наука, 1984. — С. 57—94.
- Плетнёва С. А. Заметки археолога о маршруте князя Игоря // Наука и жизнь. — 1986. — № 9. — С. 44—46. Архивировано 12 мая 2015 года.
- Плетнёва С. А. Глиняный ритон из Корчева и бронзовая личина из Тмутаракани // Советская археология. — 1987. — № 1. — С. 258—262.
- Плетнёва С. А. Города кочевников // От доклассовых обществ к раннеклассовым. — М.: Наука, 1987. — С. 198—212.
- Бокий Н. М., Плетнёва С. А. Захоронение семьи воина-кочевника X века в бассейне Ингула // Советская археология. — 1988. — № 2. — С. 99—115.
- Плетнёва С. А., Красильников К. И. Гончарные мастерские Маяцкого комплекса // Маяцкий археологический комплекс: материалы Советско-Болгаро-Венгерской экспедиции. — М.: ИА АН СССР, 1990. — С. 92—139.
- Плетнёва С. А. Хазарские проблемы в археологии // Советская археология. — 1990. — № 2. — С. 77—91.
- Плетнёва С. А. Отношения восточноевропейских кочевников с Византией и археологические источники // Советская археология. — 1991. — № 3. — С. 98—107.
- Плетнёва С. А. Древнерусская керамика с городища Саркел–Белая Вежа // Древнерусская керамика. — М.: ИА РАН, 1992. — С. 103—130.
- Плетнёва С. А. Кочевники и раннефеодальные государства степей Восточной Европы // История Европы с древнейших времён до наших дней. — М.: Наука, 1992. — Т. 2: Средневековая Европа. — С. 213—231.
- Плетнёва С. А. Кочевое население и феодальные государства Юго-Восточной Европы в X—XV вв. // История Европы с древнейших времён до наших дней. — М.: Наука, 1992. — Т. 2: Средневековая Европа. — С. 463—478.
- Плетнёва С. А. Стратиграфические исследования Плиски (работы Советского отряда 1977—1980 гг.) // Плиска — Преслав. — Шумен: Хермес и Хермес, 1992. — Т. 5. — С. 35—62.
- Плетнёва С. А. История одного хазарского поселения // Российская археология. — 1993. — № 2. — С. 48—69.
- Плетнёва С. А. Возможности выявления социально-экономических категорий по материалам погребальной обрядности // Российская археология. — 1993. — № 4. — С. 160—172.
- Плетнёва С. А. О домашних оберегах в Саркеле–Белой Веже // Российская археология. — 1994. — № 1. — С. 166—172.
- Плетнёва С. А. Правобережное Цимлянское городище. Раскопки 1958—1959 гг. // Материалы по археологии, истории и этнографии Таврии. — Симферополь, 1994. — Вып. IV. — С. 271—396. Архивировано 14 мая 2023 года.
- Плетнёва С. А. Металлургический и кузнечный комплексы Саркела // Российская археология. — 1996. — № 2. — С. 182—197.
- Плетнёва С. А. Древние болгары в восточноевропейских степях // Татарская археология. — 1997. — № 1. — С. 32—63.
- Плетнёва С. А. «Амазонки» как социально-политическое явление // Культура славян и Русь: посвящ. 90-летию со дня рождения акад. Б. А. Рыбакова. — М.: Наука, 1998. — С. 529—537.
- Артамонова О. А., Плетнёва С. А. Стратиграфические исследования Саркела–Белой Вежи (по материалам работ в цитадели) // Материалы по археологии, истории и этнографии Таврии. — Симферополь, 1998. — Вып. VI. — С. 539—624. Архивировано 14 мая 2023 года.
- Плетнёва С. А. Половцы у себя дома // Татарская археология. — 2000. — № 1-2 (6-7). — С. 132—167.
- Плетнёва С. А. Оборонительная стена в Таматархе–Тмутаракани // Историко-археологический альманах. — Армавир, 2000. — Вып. 6. — С. 21—28.
- Плетнёва С. А. Кочевники в Таматархе // Российская археология. — 2001. — № 2. — С. 97—107.
- Плетнёва С. А. Города в Хазарском каганате (доклад к постановке проблемы) // Хазарский альманах. — Харьков: Каравелла, 2002. — Т. 1. — С. 110—124. Архивировано 10 сентября 2024 года.
- Плетнёва С. А., Макарова Т. И. К вопросу о растительном орнаменте в металлопластике Хазарского каганата // Поволжье и сопредельные территории в Средние века. — М., 2002. — С. 107—114. — (Труды Государственного исторического музея. — Вып. 135).
- Плетнёва С. А. Города Таманского полуострова в конце VIII — XII веках // Крым, Северо-Восточное Причерноморье и Закавказье в эпоху Cредневековья: IV—XIII века. — М.: Наука, 2003. — С. 171—183. — (Археология).
- Плетнёва С. А. Об одном уникальном могильнике Среднего Поднестровья // Материалы по археологии, истории и этнографии Таврии. — Симферополь, 2003. — Вып. X. — С. 307—321.
- Плетнёва С. А. Экологичные привычки жителей Хазарского каганата // Природа. — 2004. — № 9. — С. 64—68.
- Плетнёва С. А. Хазары и Хазарский каганат // Хазары. Евреи и славяне. — М.—Иерусалим: Мосты культуры, 2005. — Т. 16. — С. 17—24.
- Плетнёва С. А. О «семейных группах» на Беловежских кладбищах конца X — XI вв. // Материалы по археологии, истории и этнографии Таврии. — Симферополь, 2008. — Вып. XIV. — С. 255—290.